# Одоевский, Иван Иванович Меньшой
Иван Иванович Меньшой Одоевский (ум. 9 августа 1628, Новгород) — князь, наместник и воевода, боярин в Смутное время и правление царей Василия IV Шуйского и Михаила Фёдоровича. 

## Биография
Сын князя и боярина Ивана Никитича Мниха Одоевского.
Упоминается с 1608 года, когда был рындой при представлении царю Василию Шуйскому польских послов. Был послан Пожарским в 1612 году воеводой в Вологду, где пробыл до 1614 года. В 1617 году участвовал в приёмах иностранных послов; 18 ноября этого года он был назначен приставом при приехавших в Москву персидских послах Кай-Салтане и Булат-Беке. В 1618 году, когда на Москву наступал польский королевич Владислав, Одоевский был послан в Псков и в 1620—1621 годах был первым воеводой Пскова. 14 апреля 1622 года пожалован из стольников в бояре. 19 сентября 1624 года на свадьбе царя Михаила Фёдоровича участвовал "в сидячих боярах", а жена его княжна Мария Михайловна, была больна и в торжествах не участвовала. В 1625 году послан воеводой в Новгород с наименованием Костромского наместника (). 
С 1626 года был первым воеводой Новгорода, где на воеводстве он и умер 9 августа 1628 года. Был погребён в Троице-Сергиевой лавре.
Был женат на Марии Михайловне, урождённой Сабуровой-Вислоуховой.